# Plexus hypogastrique supérieur
Le plexus hypogastrique supérieur est un plexus nerveux du système nerveux autonome situé au niveau sacré, il est constitué uniquement de fibres sympathiques. Comme tout plexus, on retrouve une organisation de type fibres afférentes, plexus nerveux, fibres efférentes.
- D'abord les fibres afférentes, on a un contingent sympathique qui vient des nerfs grands splanchniques qui eux-mêmes naissent des ganglions nerveux sympathiques thoraciques. On retrouve également de nombreux ganglions nerveux sympathiques latéro-aortiques qui afférent vers le PHS. On a également une faible part qui provient des nerfs petits splanchniques. 
- Au niveau de la bifurcation aortique, le plexus a une structure anarchique et non systématisée entre les individus, avec des échanges nerveux entre le côté gauche et le côté droit. Il y a des contingents nerveux en avant ainsi qu'en arrière des vaisseaux. 

- Sous cette bifurcation, il va se diviser en deux contingents nerveux : les nerfs hypogastriques gauche et droit qui vont rejoindre le plexus hypogastrique inférieur, lui apportant son contingent sympathique.